# Kelbra
Kelbra là một đô thị thuộc huyện Mansfeld-Südharz, bang Saxony-Anhalt, nước Đức. Đô thị Kelbra có diện tích 40,54 km². Đô thị này nằm ở phía bắc núi Kyffhäuser, cự ly khoảng 20 km về phía tây của Sangerhausen, và 20 km về phía đông Nordhausen. Kelbra thuộc Verwaltungsgemeinschaft Goldene Aue.
Kelbra kết nghĩa với Frampton Cotterell của Anh và Bad Salzdetfurth của Đức.